# Henry Hutchison
Pour les articles homonymes, voir Hutchison.

a Compétitions nationales et continentales officielles uniquement.

b Matchs officiels uniquement.
Dernière mise à jour le 27 octobre 2018.
Henry Hutchison est un joueur australien de rugby à XV et à sept. En 2015, il dispute le Shute Shield avec Randwick puis il intègre l'équipe d'Australie de rugby à sept avec qui il dispute les World Series et les jeux olympiques.

## Carrière
Natif de Sydney, Henry Hutchison étudie au Saint Ignatius College en Nouvelle-Galles du Sud. En 2015, il dispute la compétition de rugby à XV de la ville, le Shute Shield, avec l'équipe du quartier est de la ville, Randwick. Il joue huit matches et inscrit trois essais au cours de la compétition,. Initialement prévu dans la sélection australienne pour les jeux de la Jeunesse du Commonwealth, il est alors pro avec l'équipe professionnelle de rugby à sept pour disputer les World Series en vue des Jeux olympiques.
Il dispute son premier tournoi au Cap et joue son premier match face aux portugais contre lesquels il inscrit son premier essai au bout d'une minute de jeu. Après une saison terminé à la quatrième place du classement général, Henry Hutchison est nommé meilleur espoir du rugby à sept pour la saison. Il est alors retenu pour disputer les Jeux olympiques où les australiens termineront à la 8e place.
En 2017, il fait son retour au rugby à XV et rejoint les Melbourne Rising en NRC, ainsi que la franchise des Melbourne Rebels en Super Rugby pour une durée de 2 saisons.

## Palmarès

### Rugby à sept
- Sydney Sevens 2016 et Las Vegas Sevens 2016
- Vancouver Sevens 2016

| Saison    | Statistiques | Statistiques | Statistiques | Classement final | Tournois disputés | Vainqueur du tournoi | 2e place | 3e place |
| Saison    | M            | Ess          | Pts          | Classement final | Tournois disputés | Vainqueur du tournoi | 2e place | 3e place |
| --------- | ------------ | ------------ | ------------ | ---------------- | ----------------- | -------------------- | -------- | -------- |
| 2015-2016 | 40           | 27           | 135          | 4e               | 7/10              | 0                    | 2        | 1        |
| 2016-2017 | 52           | 25           | 125          |                  | 9/10              | ?                    | ?        | ?        |
| Total     | 92           | 52           | 260          | -                | 26                | 0                    | 2        | 1        |

### Distinction individuelles
- Meilleur espoir du rugby à sept de la saison 2015-2016